# Elmo Hope Quintet Volume 2
| Recensione | Giudizio |
| ---------- | -------- |
| AllMusic   |          |

Elmo Hope Quintet Volume 2 è il secondo album del pianista jazz statunitense Elmo Hope (a nome Elmo Hope Quintet), pubblicato dalla casa discografica Blue Note Records nel 1954.

## Tracce

### LP
Lato A (BN 5044-A)
Musiche di Elmo Hope.
1. Crazy – 4:14
2. Abdullah – 3:43
3. Chips – 3:32

Lato B (BN 5044-B)
Musiche di Elmo Hope.
1. Later for You – 3:58
2. Low Tide – 4:08
3. Maybe So – 4:20

## Formazione
Elmo Hope Quintet
- Elmo Hope – piano
- Frank Foster – sassofono tenore
- Freeman Lee – tromba
- Percy Heath – contrabbasso
- Art Blakey – batteria

Note aggiuntive
- Alfred Lion – produttore
- Registrazioni effettuate il 9 maggio 1954 al Van Gelder Studio di Hackensack, New Jersey (Stati Uniti)
- Rudy Van Gelder – ingegnere delle registrazioni
- Francis Wolff – foto copertina album originale
- Leonard Feather – note retrocopertina album originale[1][2]